# Ilhas de Sotavento (Cabo Verde)

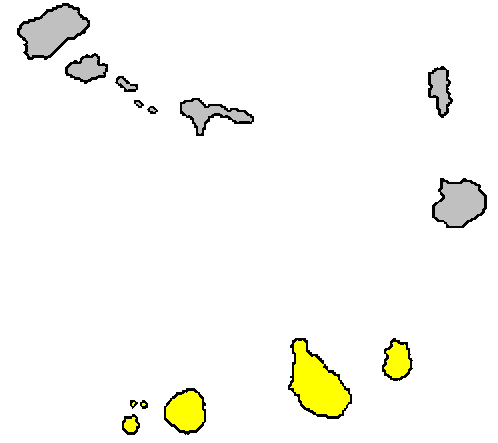
Ilhas de Sotavento (em amarelo)

Grupo de ilhas do arquipélago de Cabo Verde que inclui (de leste para oeste): Maio, Santiago, Fogo e Brava.
Fazem ainda parte do Sotavento o ilhéu de Santa Maria, em frente à cidade da Praia, na ilha de Santiago; os ilhéus Grande, de Cima, do Rei, Luís Carneiro e Sapado, a cerca de 8 km da ilha Brava e o ilhéu da Areia, junto à costa dessa mesma ilha.
As restantes ilhas de Cabo Verde fazem parte das Ilhas de Barlavento.